# アレクサンドル・フョードロヴィチ (ミクリン公)
アレクサンドル・フョードロヴィチ（ロシア語: Александр Фёдорович、1391年以降 - 1435年）は、ミクリン公フョードルの子である。ミクリン公：1410年 - 1435年。

## 生涯
父の死後、ミクリン公国を弟のフョードルと分割相続した。ただし分割地の詳細は不明である。フョードルの業績に関する史料は少なく、年代記には、1412年における、ヤロスラヴリ大公イヴァン(ru)の娘マリヤとの結婚に関する記述がみられるのみである。
1435年に死亡し、遺領は2人の息子に分割相続された。すなわち、ミクリノを得たボリスと、テリャテヴォを得たフョードルである。フョードルの所領はテリャテヴォ公国(ru)を成した。

## 妻子
妻はヤロスラヴリ大公イヴァン(ru)の娘マリヤ（1412年結婚）。子には以下の人物がいる。
- ボリス
- フョードル